# Argonnok

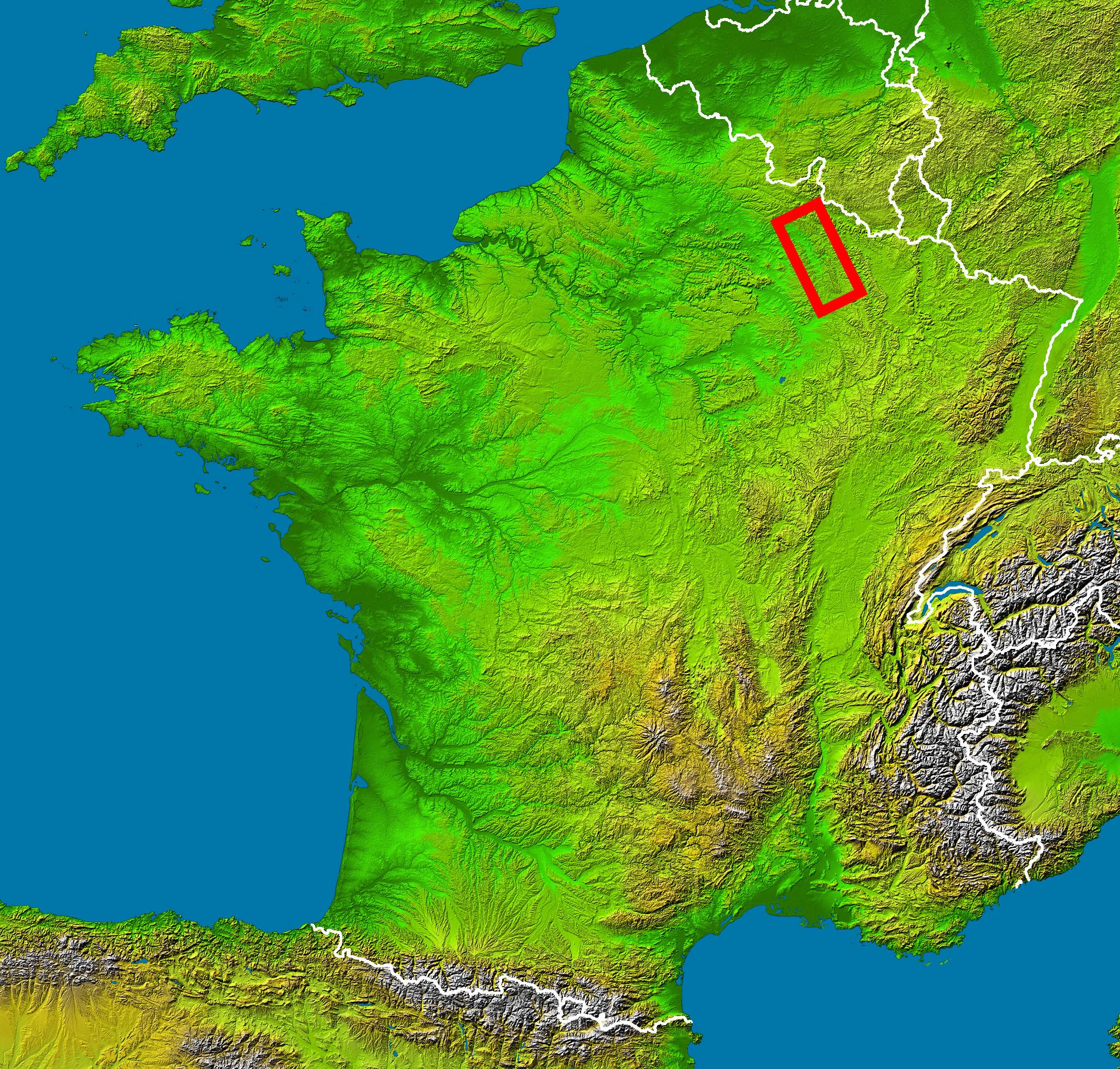
Az Argonnok elhelyezkedése Franciaország északkeleti részén

Az Argonnok (francia: L’Argonne, német: Argonnen) egy dombvidék Franciaország északkeleti részén, mely a Champagne dombvidékes teknőjét elválasztja a Maastól kezdődő Lotaringia területétől. A hegységet Németországban az első világháborútól többnyire Argonnerwaldnak (Argonni erdő) nevezik egy ismertté vált katonadal után.

## A táj jellemzői

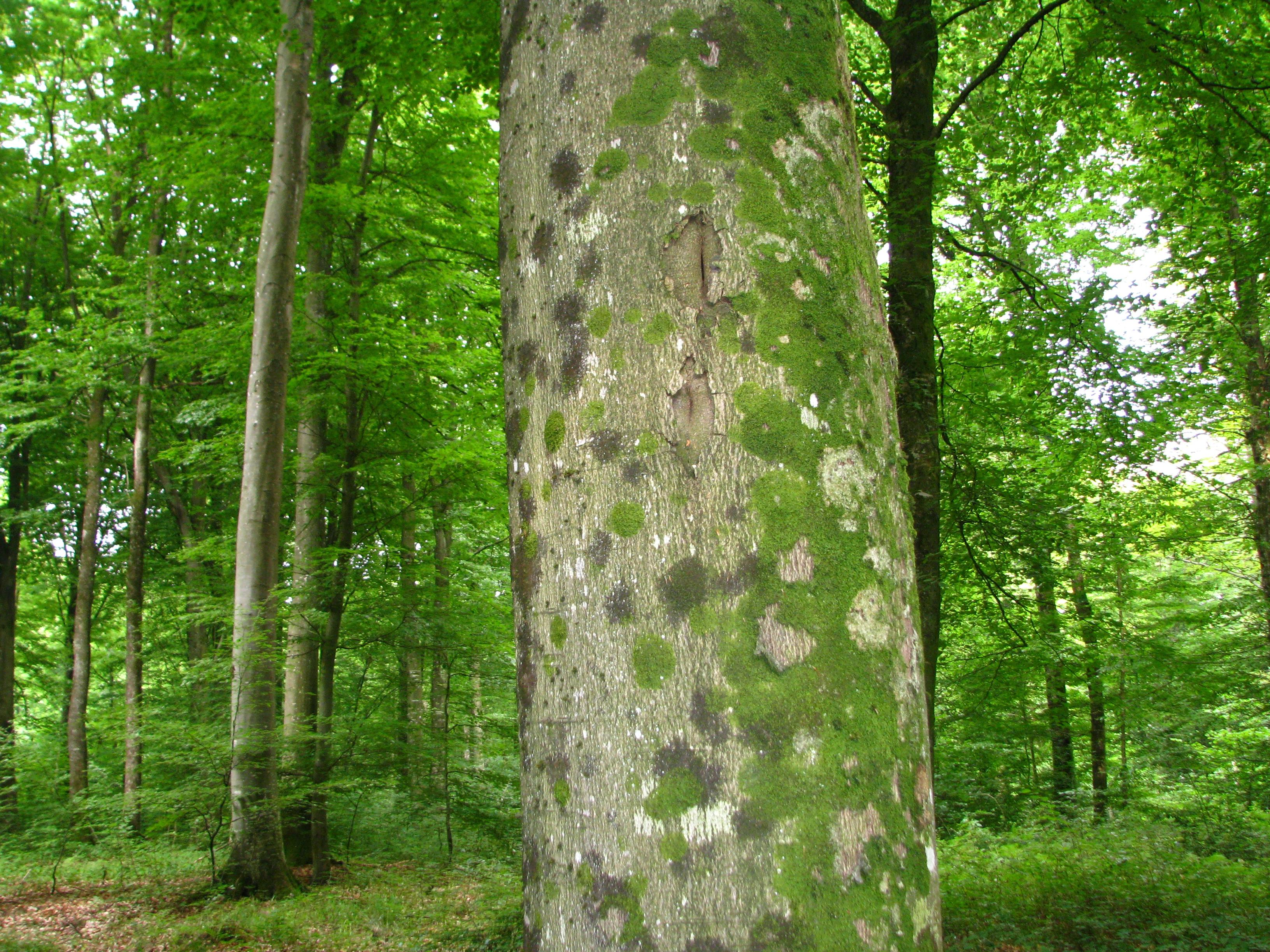
Öreg magyal- és bükkerdők jellemzik a dombság erdeit

Az Argonnok egy dombvidék, mely több réteg kréta és jurai időszakbeli fehérmészből tevődik össze és észak-északnyugat–dél-délkeleti irányban húzódik. A területe 110 km hosszan és 30-35 km szélességben húzódik az Aisne és annak egyik mellékfolyója, az Ante között. Nyugatról a Champagne, keletről a Maas völgye határolja. Északnyugatnak az Argonnok Charleville-Mézières-nél éles határ nélkül megy át az Ardennek előterét alkotó hegygerincekbe (Crêtes Préardennaises). Délkeleten a Barrois magasfennsíkja kapcsolódik hozzá. Az Argonnok magaslatait több kilométer szélességben erdőség borítja. A főként óceáni éghajlat miatt a közönséges magyalból és bükkfából (Ilex aquifolii-Fagetum) tevődnek össze az erdői. Ezek között vannak termékeny szántóföldek és mezők is. Az északnak folyó Aisne völgyei délen és a Bar folyó északon hosszában haladnak át a dombságon. Központi része az Aisne és az Aire között lévő, a tengerszint feletti 303 méteres magasságot is elérő délnyugati homokkő dombhát a Forêt d’Argonne-nal (Argonnerwalddal), amely a dombság legnagyobb összefüggő erdősége.

## Hadszíntér

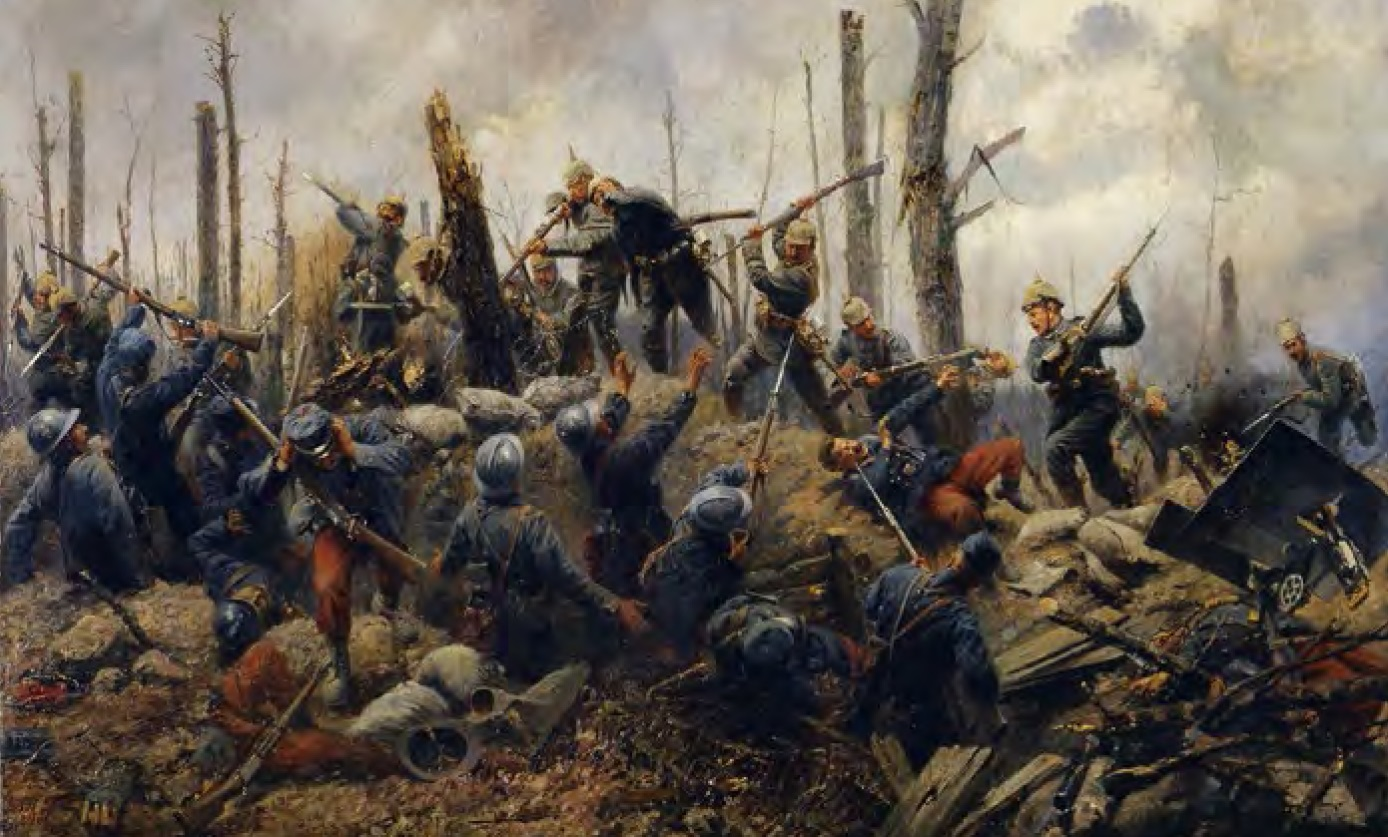
A 285-ös magaslat megrohanása az Argonnokban 1915. július 13-án Georg Schöbel festménye (Deutsches Historisches Museum)

1792-ben Charles-François Dumouriez és François-Christophe Kellermann hárították el Karl Wilhelm Ferdinand Franciaországba betörő hadseregének támadását Valmy-nál. Ezeket az eseményeket Goethe is leírta a Franciaországi hadjárat című írásában.
Az első világháborúban az argonni vasút által érintett vidék heves harcok helyszíne volt, főként Vauquois környékén igyekeztek egymást aláaknázni a franciák és a németek, később az Amerikai Expedíciós Erők csapatai is megjelentek itt. A legsúlyosabb harcok 1914 őszén-telén, 1915 nyarán és 1918 őszén a Maas-Argonnoki offenzíva idején dúltak itt. Számos katonatemető tanúskodik a súlyos, sokezer emberéletet követelő harcokról. Az elesett bajtársak tiszteletére született meg az Argonnerwaldlied az első világháború idején.

## Fordítás
- Ez a szócikk részben vagy egészben  az   Argonnen című német Wikipédia-szócikk ezen változatának fordításán alapul.  Az eredeti cikk szerkesztőit annak laptörténete sorolja fel. Ez a jelzés csupán a megfogalmazás eredetét és a szerzői jogokat jelzi, nem szolgál a cikkben szereplő információk forrásmegjelöléseként.

## Linkek
- Communes de l’Argonne Ardennaise (francia nyelven)